# DSM-5
La 5a edició del Manual Diagnòstic i Estadístic dels Trastorns Mentals (en anglès, Diagnostic and Statistical Manual of Mental Disorders, Fifth Edition, DSM-5) és l'actualització de 2013 del Manual de Diagnòstic i Estadístic dels Trastorns Mentals (DSM), l'eina taxonòmica i de diagnòstic publicada per l'Associació Americana de Psiquiatria (American Psychiatric Association, APA). Als Estats Units d'Amèrica, el DSM és l'autoritat principal dels diagnòstics psiquiàtrics. Les recomanacions de tractament, així com el pagament dels proveïdors sanitaris, sovint es determinen per les classificacions del DSM, de manera que l'aparició d'una nova versió té una importància pràctica significativa.
El DSM-5 es va publicar el 18 de maig de 2013, substituint el DSM-IV-TR que es va publicar el 2000. El desenvolupament de la nova edició va començar amb una conferència el 1999 i va començar amb la formació d'un grup de treball el 2007, que va desenvolupar i provar una varietat de noves classificacions.
En molts aspectes, no s'ha modificat molt el DSM-5 en comparació amb el DSM-IV-TR; no obstant això, hi ha algunes diferències significatives entre elles. Els canvis notables en el DSM-5 inclouen:
- la reconceptualització de la síndrome d'Asperger de «trastorn diferent» a «trastorn de l'espectre autista»;
- l'eliminació de subtipus d'esquizofrènia;
- la supressió de l'«exclusió de distracció» dels trastorns depressius;
- el canvi de nom de «trastorn d'identitat de gènere» per «disfòria de gènere», juntament amb un pla de tractament revisat;
- la inclusió del «trastorn per afartament» com un «trastorn alimentari discret»;
- el canvi de nom i reconceptualització de «parafílies» per «trastorns parafílics»;
- l'eliminació del sistema eix;
- la divisió de «trastorns no especificats» en «altres trastorns específics» i «trastorns no especificats».

A més, el DSM-5 és el primer DSM que utilitza una numeració aràbiga en lloc d'una numeració romana en el seu títol, a més de ser la primera versió de document dinàmic d'un DSM.
Diverses autoritats van criticar la cinquena edició tant abans com després de la seva publicació oficial. Els crítics afirmen, per exemple, que moltes revisions o addicions del DSM-5 no tenen suport empíric; la fiabilitat de la concordància és baixa per a molts trastorns; diverses seccions contenen informació poc escrita, confusa o contradictòria; i la indústria de medicaments psiquiàtrics va influir indegudament en el contingut del manual. Molts dels membres dels grups de treball del DSM-5 van tenir interessos contradictoris, inclosos els vincles amb empreses farmacèutiques. Diversos científics han argumentat que el DSM-5 obliga els clínics a fer distincions que no són recolzades per sòlides proves científiques, distincions que tenen implicacions importants en el tractament, incloses les receptes de medicaments i la disponibilitat de cobertura d'assegurança mèdica. La crítica general del DSM-5 va donar com a resultat una petició signada per moltes organitzacions de salut mental, que van demanar una revisió externa del DSM-5.

## Canvis
Aquesta part de l'article resumeix els canvis del DSM-IV al DSM-5. El DSM-5 es divideix en tres seccions, utilitzant numerals romans per designar cada secció. La mateixa estructura organitzativa s'utilitza en aquesta descripció general, per exemple, la secció I (immediatament a continuació) resumeix els canvis rellevants que apareixen a la secció I del DSM-5.
S'ha de tenir en compte que si no es pot veure un trastorn específic (o conjunt de trastorns), per exemple, l'enuresi i altres trastorns d'eliminació, esmentats a la Secció II: criteris i codis de diagnòstic (següent apartat), significa que els criteris diagnòstics per a aquests trastorns no van canviar significativament del DSM-IV a DSM-5.

### Secció I
La secció I descriu l'organització dels capítols del DSM-5, el seu canvi del sistema multiaxial, i les avaluacions dimensionals de la Secció III. El DSM-5 va suprimir el capítol que inclou «els trastorns generalment diagnosticats per primera vegada durant la primera infància, la infància o l'adolescència», optant per enumerar-los en altres capítols. Una nota sota els trastorns d'ansietat diu que el «ordre seqüencial» d'almenys alguns capítols del DSM-5 té un significat que reflecteix les relacions entre els diagnòstics.
Aquesta secció d'introducció descriu el procés de revisió del DSM, incloent les proves de camp, la revisió pública i professional i la revisió d'experts. Indica que el seu objectiu és harmonitzar amb els sistemes CIM i compartir les estructures organitzatives tant com sigui factible. S'expressa la preocupació pel sistema categòric de diagnòstic, però la conclusió és la realitat que les definicions alternatives per a la majoria dels trastorns són científicament prematures.
La nova versió substitueix les categories NOS (No especificades d'una altra manera) amb dues opcions: «un altre trastorn especificat» i «un trastorn no especificat» per augmentar la utilitat al metge. El primer permet al clínic especificar la raó per la qual no es compleixen els criteris d'un trastorn específic; el segon permet al clínic l'opció de renunciar a l'especificació.
DSM-5 ha descartat el sistema multiaxial de diagnòstic (antigament Eix I, Eix II, Eix III), incloent-hi tots els trastorns de la Secció II. Ha substituït l'Eix IV amb característiques psicosocials i contextuals significatives i ha deixat caure l'Eix V (Avaluació Global del Funcionament, coneguda com a GAF; Global Assessment of Functioning). L'Agenda d'avaluació de la discapacitat de l'Organització Mundial de la Salut (OMS) s'afegeix a la Secció III (Mesures i models emergents) a les Mesures d'avaluació, com un mètode suggerit, però no obligatori, per avaluar el funcionament.

### Secció II: criteris i codis de diagnòstic

#### Trastorns del desenvolupament neurològic
- «Retard mental» té un nou nom: «discapacitat intel·lectual» o «trastorn del desenvolupament intel·lectual».[6]
- Els trastorns de la parla i el quequeig passen a anomenar-se «trastorns de la comunicació», que inclouen els trastorns del llenguatge, trastorn sonor de la parla, trastorn de fluïdesa infantil i una nova condició caracteritzada per la comunicació social verbal i no verbal deteriorada anomenada trastorn de la comunicació social (pragmàtica).[6]
- El trastorn de l'espectre autista (TEA) incorpora la síndrome d'Asperger, l'autisme d'alt funcionament o atípic (AAF), i el trastorn generalitzat del desenvolupament no especificat (PDD-NOS).[7]
- Una nova subcategoria, «trastorns motors», inclou els trastorns del desenvolupament de coordinació, trastorns del moviments estereotípics, i trastorns amb tics com la síndrome de Tourette.[8]

#### Espectre d'esquizofrènia i altres trastorns psicòtics
- Tots els subtipus d'esquizofrènia van ser eliminats del DSM-5 (paranoide, desorganitzada, catatònica, no diferenciada i residual).[4]
- Cal un episodi d'ànim important per al trastorn esquizoafectiu; es compleix per a la majoria de la durada del trastorn segons el criteri A (relacionat amb deliris, al·lucinacions, discurs o comportament desordenat i símptomes negatius com avolició).[4]
- Els criteris per al trastorn delirant han canviat, i ja no són separats del trastorn delirant compartit.[4]
- En tots els contextos, la catatonia requereix 3 d'un total de 12 símptomes. La catatonia pot ser un especificador de trastorns depressius, bipolars i psicòtics; part d'una altra condició mèdica; o d'un altre diagnòstic especificat.[4]

#### Trastorns bipolars i trastorns relacionats
- El nou especificador «amb característiques mixtes» es pot aplicar al trastorn bipolar I, trastorn bipolar II, trastorn bipolar NED (no definit en cap altre lloc, prèviament anomenat «NOS», no especificat d'una altra manera) i depressió clínica.[9]
- Permet altres trastorns bipolars i relacionats específics (BD-NOS) per a condicions particulars.[4]
- Els símptomes d'ansietat són un especificador (anomenat «angoixa ansiosa») que s'agrega al trastorn bipolar i als trastorns depressius (però no formen part dels criteris del diagnòstic bipolar).[4]

#### Trastorns depressius
- L'exclusió del dol en el DSM-IV va ser eliminada dels trastorns depressius en el DSM-5.[10]
- Nou trastorn de desregulació de l'estat d'ànim (disruptive mood dysregulation disorder, DMDD)[11] per a nens menors de 18 anys.[4]
- El trastorn disfòric premenstrual (premenstrual dysphoric disorder, PMDD) es va traslladar des d'un apèndix per a un estudi posterior, i es va convertir en un trastorn.[4]
- Es van afegir especificadors per a símptomes mixtos i per l'ansietat, junt amb una guia per als metges pel suïcidi.[4]
- El terme distímia es coneix també ara amb el nom de trastorn depressiu persistent (persistent depressive disorder, PDD).

#### Trastorns d'ansietat
- Per a les diverses formes de fòbies i trastorns d'ansietat, el DSM-5 elimina el requisit que el subjecte (anteriorment, majors de 18 anys) «ha de reconèixer que la seva por i ansietat són excessives o irracionals». A més, la durada d'almenys 6 mesos s'aplica a tothom (no només als nens).[4]
- L'atac de pànic es va convertir en un especificador per a tots els trastorns del DSM-5.[4]
- El trastorn de pànic i l'agorafòbia es van convertir en dos trastorns separats.[4]
- Els tipus específics de fòbies es van convertir en especificadors, però no van ser modificats.[4]
- L'especificador generalitzat per al trastorn d'ansietat social (anteriorment, «fòbia social») va canviar a favor d'un espectacle únic (és a dir, d'expressió pública o de rendiment).[4]
- El trastorn d'ansietat per separació i el mutisme selectiu es classifiquen ara com a «trastorns d'ansietat» (en comptes de «trastorns d'inici precoç»).[4]

#### Trastorns obsessius-compulsius i trastorns relacionats
- Un nou capítol sobre trastorns obsessivocompulsius i que inclou quatre trastorns nous relacionats: trastorn d'excoriació (pessigada cutànea), trastorn d'acumulació compulsiva, trastorn obsessivocompulsiu relacionat amb substàncies o medicació, i trastorn obsessiu-compulsiu causat per una altra condició mèdica.[4]
- La tricotilomania (trastorn per arrencament del cabell) es va traslladar de «trastorns de control de l'impuls no classificats en cap altre lloc» del DSM-IV, a un «trastorn obsessivocompulsiu» en DSM-5.[4]
- Es va expandir un especificador (i es va afegir al trastorn dismòrfic corporal (BDD) i al trastorn d'acumulació) per permetre una «visió bona o justa», una «visió deficient» i una «visió absent / il·lusòria» (és a dir, la convicció total de que les creences obsessivocompulsives del trastorn són certes).[4]
- Es van afegir criteris al trastorn dismòrfic corporal per descriure comportaments repetitius o actes mentals que puguin sorgir amb defectes percebuts en l'aspecte físic.[4]
- L'especificador del DSM-IV «amb símptomes obsessivocompulsius» es va traslladar dels trastorns d'ansietat a aquesta nova categoria per «trastorns obsessivocompulsius i trastorns relacionats».[4]
- Hi ha dos nous diagnòstics: altres trastorns obsessivocompulsius específics i trastorns relacionat, que pot incloure el trastorn del comportament repetitiu centrat en el cos (comportaments com mossegar-se les ungles, mossegar-se els llavis i mossegar-se l'interior de la galta, a part de l'arrancament de la pell de cabell i la pell) o gelosia obsessiva; i trastorn obsessivocompulsiu no especificat i trastorns relacionats.[4]

#### Traumatismes i trastorns relacionats amb l'estrès
- El trastorn per estrès posttraumàtic (TEPT) ara s'inclou en una nova secció titulada «Traumatismes i trastorns relacionats amb l'estressor».[12]
- Els clústers de diagnòstic de PTSD es van reorganitzar i expandir d'un total de tres clústers a quatre, en funció dels resultats de la investigació analítica de factors confirmatoris duts a terme des de la publicació del DSM-IV.[13]
- S'han afegit criteris separats per als nens de sis anys o menors.[4]
- Per al diagnòstic de la reacció aguda a l'estrès i el TEPT, es van modificar els criteris d'estressor (Criteri A1 al DSM-IV). Es va eliminar el requisit per a reaccions emocionals subjectives específiques (Criteri A2 al DSM-IV) perquè mancava de suport empíric per a la seva utilitat i validesa predictiva.[13] Anteriorment, certs grups, com el personal militar involucrat en combat, agents de policia i altres responsables principals, no complien el criteri A2 al DSM-IV perquè la seva formació els preparava per no reaccionar emocionalment a esdeveniments traumàtics.[14][15][16]
- Es van nomenar dos nous trastorns que abans eren subtipus: trastorn d'afecció reactiva (RAD) i trastorn desinhibit del compromís social (DSED).[4]
- Els trastorns d'adaptació (AD) es van traslladar a aquesta nova secció i es van reconceptualitzar com a «síndromes de resposta a l'estrès». Els subtipus DSM-IV per a l'estat d'ànim deprimit, els símptomes ansiosos i la conducta alterada no canvien.[4]

#### Trastorns dissociatius
- El trastorn de despersonalització es denomina trastorn de despersonalització / desrealització.[17]
- La fugida dissociativa es va convertir en un especificador de l'amnèsia disociativa.[4]
- Els criteris per al trastorn dissociatiu de la identitat (DID) es van ampliar per incloure «fenòmens de forma de possessió i símptomes neurològics funcionals». Es deixa clar que «les transicions en la identitat poden ser observables per altres o autoinformats».[4] El criteri B també es va modificar per a persones que experimenten buits en la recuperació dels esdeveniments quotidians (no només el trauma).[4]

#### Símptomes somàtics i trastorns relacionats
- Els trastorns somatoforms són ara anomenats «símptomes somàtics i trastorns relacionats».
- Els pacients que presenten dolor crònic ara es poden diagnosticar malaltia mental com «trastorns de símptomes somàtics» amb dolor predominant; o «factors psicològics afectats per altres condicions mèdiques»; o amb «un trastorn d'ajust».[4][18][19][20][21]
- El trastorn de somatització (o síndrome de Briquet) i el trastorn somatoform indiferenciat es van combinar per convertir-se en un trastorn de símptomes somàtics, un diagnòstic que ja no requereix una quantitat específica de símptomes somàtics.[4]
- Els símptomes somàtics i trastorns relacionats es defineixen amb símptomes positius i es minimitza l'ús de símptomes mèdicament inexplicables, excepte en els casos de trastorns de conversió (CD) i pseudocisis (embaràs psicològic).[4]
- Un nou diagnòstic és «factors psicològics que afecten altres condicions mèdiques». Això es trobava anteriorment al capítol del DSM-IV «Altres condicions que poden ser un focus d'atenció clínic».[4]
- Es van modificar els criteris per al trastorn de conversió (trastorn funcional dels símptomes neurològics).[4]

#### Trastorns de l'alimentació
- S'han canviat els criteris per la pica i el mericisme i ara es pot referir a persones de qualsevol edat.[4]
- El trastorn per afartament (TCA) es va graduar de l'apèndix B del DSM-IV «Conjunts de criteris i els eixos proporcionats per a un altre estudi», en un diagnòstic adequat.[22]
- Els requisits per a la bulímia nerviosa i el trastorn per afartament es van canviar de «almenys dues vegades per setmana durant 6 mesos com a mínim» a «una vegada al mes durant els últims 3 mesos».
- Es van canviar els criteris d'anorèxia nerviosa; ja no hi ha el requisit d'amenorrea.
- El «trastorn alimentari de la infància o la primera infància», un diagnòstic rarament utilitzat en el DSM-IV, es va canviar pel nom de «trastorn d'ingesta d'aliments que evita / restringeix» i es van ampliar els criteris.[4]

#### Trastorns de l'eliminació
- NO hi ha canvis significatius.[4]
- Els trastorns d'aquest capítol es classifiquen prèviament en trastorns generalment diagnosticats primerament en la infància, o l'adolescència en el DSM-IV. Ara es tracta d'una classificació independent en el DSM-5.[4]

#### Trastorns de la son
- Es van eliminar «trastorns de la son relacionats amb un altre trastorn mental» i «trastorns de la son relacionats amb una afecció mèdica general».[4]
- L'insomni primari es va convertir en un trastorn d'insomni, i la narcolèpsia està separada d'altres hipersomnolències.[4]
- Actualment, hi ha tres trastorns de la son relacionats amb la respiració: hipopnea obstructiva de l'apnea de la son, apnea central de la son i hipoventilació relacionada amb la son.[4]
- Es van expandir els trastorns del cicle vigília-son per incloure la síndrome de l'avanç de la fase de son, el tipus del ritme irregular del cicle vigília-son i el tipus del cicle vigília-son alterat.[4] S'ha eliminat el jet lag.[4]
- El trastorn del comportament dels moviments oculars ràpids i la síndrome de les cames inquietes són dos trastorns diferents, en comptes d'estar inclosos en «dissòmnia no especificada d'una altra manera» com el DSM-IV.[4]

#### Disfuncions sexuals
- El DSM-5 té disfuncions sexuals específiques de sexe.[4]
- Per a les dones, el desig sexual i els trastorns d'excitació es combinen en trastorn de desig/excitació sexual femenina.[4]
- Les disfuncions sexuals (excepte la disfunció sexual induïda per substància o medicació) requereixen ara una durada aproximada de 6 mesos i més criteris de severitat.[4]
- Un nou diagnòstic és el dolor genitopelvià/trastorn de penetració que combina vaginisme i disparèunia del DSM-IV.[4]
- S'ha eliminat el trastorn d'aversió sexual.[4]
- Els subtipus per a tots els trastorns inclouen només «de forma contínua o adquirida», i «generalitzada o situacional» (un subtipus que va ser eliminat del DSM-IV).[4]
- Es van eliminar dos subtipus: «disfunció sexual a causa d'una afecció mèdica general» i «a causa de factors psicològics / factors combinats».[4]

#### Disfòria de gènere
- El trastorn d'identitat de gènere del DSM-IV és similar a, però no és el mateix, que la disfòria de gènere del DSM-5. S'hi afegeixen criteris separats per a nens, adolescents i adults que són apropiats per a diferents estats del desenvolupament.
- Es van eliminar els subtipus de trastorn d'identitat de gènere basats en l'orientació sexual.[4]
- Entre altres canvis de redacció, es van combinar el criteri A i el criteri B (identificació entre gèneres, i aversió cap a un dels gèneres).[4] Juntament amb aquests canvis es produeix una separació de la disfòria de gènere en nens de la disfòria de gènere en adults i adolescents. L'agrupació s'ha allunyat de la categoria de trastorns sexuals i per si mateixa. El canvi de nom es va fer en part a causa de l'estigmatització del terme «trastorn» i l'ús relativament comú de «disfòria de gènere» a la literatura GID i entre especialistes de l'àrea.[23] La creació d'un diagnòstic específic per a nens reflecteix la menor capacitat dels nens per comprendre el que estan experimentant i la capacitat d'expressar-la en el cas que tinguin informació.[24]

#### Trastorns disruptius, de control de l'impuls i de conductes
Alguns d'aquests trastorns formaven part anteriorment del capítol sobre el diagnòstic precoç; el trastorn oposicionista desafiant, el trastorn de conducta, i el trastorn de comportament disruptiu no especificat d'una altra manera es van convertir altre trastorn disruptiu especificat i no especificat, trastorn de control d'impulos i trastorns de conducta. El trastorn explosiu intermitent, la piromania i la cleptomanía es van traslladar a aquest capítol des del capítol Trastorns de control d'impulsos no especificats d'una altra manera del DSM-IV.
- El trastorn antisocial de la personalitat apareix aquí i al capítol sobre els trastorns de la personalitat (però el TDAH figura en els trastorns del desenvolupament neurològic).[4]
- Els símptomes del trastorn oposicionista desafiant són de tres tipus: estat d'ànim enutjat / irritable, comportament argumentatiu / desafiant, i viduïtat. S'elimina l'exclusió del desordre de conducta. Els criteris també es van canviar amb una nota sobre els requisits de freqüència i una mesura de gravetat.[4]
- Els criteris per al trastorn de conducta no es modifiquen en la seva major part des del DSM-IV.[4] S'ha afegit un especificador per a persones amb «emoció prosocial» limitada, que mostren trets insensibles i no emocionals.[4]
- Les persones que pateixen el trastorn a l'edat mínima de 6 anys poden diagnosticar-se amb un trastorn explosiu intermitent sense esclats d'agressions físiques. Es van afegir criteris per a la freqüència i per especificar la «naturalesa impulsiva i / o la ira basada en la naturalesa, i han de causar molèsties marcades, causar deteriorament en el funcionament laboral o interpersonal, o associar-se a conseqüències negatives financeres o legals».[4]

#### Trastorns relacionats amb substàncies i addiccions
- Són nous la ludopatia i la dependència de la nicotina.[4]
- L'abús de substàncies i la dependència de substàncies del DSM-IV-TR s'han combinat en trastorns únics d'ús de substàncies específiques per a cada substància d'abús dins d'una nova categoria d'«addiccions i trastorns relacionats».[25] Es van eliminar els «problemes legals recurrents» i es va afegir «un desig o un fort desig o un impuls per utilitzar una substància» als criteris.[4] El llindar de la quantitat de criteris que s'han de complir ha canviat[4] i els aspectes de lleu a sever es basa en el nombre de criteris aprovats.[4] Es van afegir criteris per a la síndrome d'abstinència del cànnabis i la cafeïna.[4] S'han afegit nous especificadors per a la remissió anticipada i permanent, juntament amb els nous especificadors per a «en un entorn controlat» i «en teràpia de manteniment».[4]

El DSM-5 inclou les següents dependències de substàncies:
- 303.90 Dependència de l'alcohol
- 304.00 Dependència d'opiacis
- 304.10 Dependència de sedants, somnífers o ansiolítics (incloent-hi la dependència de benzodiazepina i de barbitúrics)
- 304.20 Dependència de la cocaïna
- 304.30 Dependència del cànnabis
- 304.40 Dependència d'anfetamines (o similar a l'anfetamina)
- 304.50 Dependència d'al·lucinògens
- 304.60 Dependència d'inhalant
- 304.80 Dependència de polisubstàncies
- 304.90 Dependència de fenciclidina (o similar a la fenciclidina)
- 304.90 Dependència d'altres substàncies (o desconegudes)
- 305.10 Dependència de la nicotina

No hi ha més diagnòstics de polisubstàncies al DSM-5; cal especificar la substància.

#### Trastorns neurocognitius
- La demència i l'amnèsia es van convertir en trastorn neurocognitiu (neurocognitive disorder, NCD) greu o lleu.[4][27] El DSM-5 té una nova llista de dominis neurocognitius,[4] i presenta nous criteris separats pel trastorn neurocognitiu greu o lleu a causa de diverses condicions.[4] Són nous diagnòstics el «trastorn neurocognitiu induït per substàncies / medicaments» i «trastorn neurocognitiu no especificat».[4]

#### Trastorns de la personalitat
- Anteriorment, el trastorn de la personalitat pertanyia a un eix diferent de gairebé tots els altres trastorns, però ara es troba en un únic eix amb tots els trastorns mentals i altres diagnòstics mèdics. No obstant això, es conserven els mateixos deu tipus de trastorns de la personalitat.[28]
- Es demana per al DSM-5 que es proporcioni informació clínica rellevant que es basi empíricament en conceptualitzar la personalitat i la psicopatologia en personalitats. Els temes d'heterogeneïtat d'un trastorn de la personalitat és també problemàtic; per exemple, quan es determinen els criteris d'un`trastorn de la personalitat, és possible que dos individus amb el mateix diagnòstic tinguin símptomes completament diferents que no necessàriament se superposaran.[29] També hi ha una preocupació sobre quin model és millor per al DSM; el «model de diagnòstic» afavorit per psiquiatres o el «model dimensional» que afavoreix els psicòlegs:
  - L'enfocament / model de diagnòstic és el que segueix l'enfocament diagnòstic de la medicina tradicional, és més convenient utilitzar-lo en la configuració clínica, però, no capta les complexitats de la personalitat normal o anormal.
  - L'enfocament / model dimensional és millor mostrar diversos graus de personalitat; posa èmfasi en el continu entre normal i anormal, i anormal com alguna cosa més enllà d'un llindar ja sigui en casos unipolars o bipolars.[30]

#### Trastorns parafílics
- S'han afegit els nous especificadors «en un entorn controlat» i «en remissió» als criteris de tots els trastorns parafílics.[4]
- Es fa una distinció entre «comportaments parafílics» (o parafília) i «trastorns parafílics».[31] Tots els conjunts de criteris van ser modificats per afegir la paraula «trastorn» a totes les parafílies; per exemple, apareix «trastorn pedòfil» en lloc de «pedofília».[4] No hi ha cap canvi en l'estructura bàsica de diagnòstic des de DSM-III-R; Tanmateix, la gent ha de complir criteris qualitatius (criteris A) i conseqüències negatives (criteri B) per a diagnosticar un trastorn parafílic. En cas contrari tenen una parafília (i cap diagnòstic).[4]

### Secció III: mesures i models emergents

#### Model DSM-5 alternatiu per a trastorns de la personalitat
S'inclou un model híbrid dimensional-categòric per als trastorns de la personalitat per estimular noves investigacions sobre aquest sistema de classificació modificat.

## Condicions d'estudi addicional
Aquestes condicions i criteris s'estableixen per afavorir futures investigacions i no estan destinades a ús clínic:
- Síndrome de psicosi atenuada.
- Episodis depressius amb hipomania de curta durada.
- Trastorn de dol complex persistent.
- Trastorn de l'ús de la cafeïna.
- Trastorn de jocs d'internet.
- Trastorn neuroconductual associat a l'exposició prenatal a l'alcohol.
- Trastorn de conducta suïcida.
- Autolesió no suïcida.[33]

## Desenvolupament
El 1999, es va celebrar una Conferència de planificació de recerca de DSM-5, patrocinat conjuntament per l'Associació Americana de Psiquiatria (American Psychiatric Association, APA) i l'Institut Nacional de Salut Mental (National Institute of Mental Healt, NIMH), per fixar les prioritats de recerca. Els grups de treball de planificació de recerca van produir «llibres blancs» sobre la recerca necessària per informar i donar forma al DSM-5, i el treball i les recomanacions resultants es van informar en una monografia de l'APA i en una revista revisada per experts. Hi havia sis grups de treball, cadascun centrat en un tema ampli:
- Nomenclatura
- Neurociència i Genètica
- Problemes de Desenvolupament i Diagnòstic
- Personalitat i Trastorns Relacionals
- Trastorns Mentals i Discapacitat
- Temes interculturals.

En 2004 també es van presentar tres llibres blancs addicionals sobre qüestions de gènere, problemes de diagnòstic en la població geriàtrica i trastorns mentals en lactants i nens petits. Els llibres blancs han estat seguits per una sèrie de conferències per elaborar recomanacions relacionades amb trastorns i problemes específics, amb assistència limitada a 25 investigadors convidats.
El 23 de juliol de 2007, l'APA va anunciar el grup de treball que supervisaria el desenvolupament del DSM-5. El Grup de Treball DSM-5 estava format per 27 membres, incloent un president i un vicepresident, que representaven col·lectivament als científics de recerca psiquiàtrica i altres disciplines, proveïdors d'atenció clínica i defensors dels consumidors i familiars. Els científics que treballaven en la revisió del DSM tenien una àmplia gamma d'experiències i interessos. El Patronat de l'APA va exigir que tots els candidats a la tasca revelessin els seus interessos competitius o relacions potencialment conflictives amb entitats que tinguessin interès en els diagnòstics i tractaments psiquiàtrics com a condició prèvia per a la seva designació al grup de treball. L'APA va fer disponibles totes les revelacions dels membres de l'equip de treball durant l'anunci del grup de treball. Diverses persones es van considerar inelegibles per a formar part de grups de treball a causa dels seus interessos competitius.
Els assaigs de camp del DSM-5 incloïen la fiabilitat de la prova de revisió, que incloïa diferents metges que realitzaven avaluacions independents del mateix pacient, un enfocament comú per a l'estudi de la fiabilitat diagnòstica.
Al voltant del 68% dels membres del grup de treball del DSM-5 i el 56% dels membres de la comissió van informar que tenien vincles amb la indústria farmacèutica, com ara mantenir accions en empreses farmacèutiques, servir de consultors a la indústria o servir en juntes directives d'empreses.

## Revisions i actualitzacions
A partir de la cinquena edició, es pretén que les revisions de les guies diagnòstiques s'afegeixin de manera acumulativa. El DSM-5 s'identifica amb numeració àrab en comptes de la numeració romana, marcant un canvi en la forma de crear futures actualitzacions. Les actualitzacions acumulatives s'identificaran amb decimals (DSM-5.1, DSM-5.2, etc.), fins que s'especifiqui una nova edició. El canvi reflecteix la intenció de l'APA de respondre més ràpidament quan una preponderància de la recerca suporta un canvi específic en el manual. La base de recerca dels trastorns mentals evoluciona de diferent rapidesa per a diferents trastorns.

## Crítica

### Crítica general
Robert Spitzer, cap del grup de treball del DSM-III, va criticar públicament l'APA per exigir que els membres del grup de treball del DSM-5 signessin un acord de no-revelació, realitzant de manera efectiva tot el procés en secret: «Quan vaig conèixer per primera vegada aquest acord, jo només vaig pensar que era una broma: la transparència és necessària perquè el document tingui credibilitat i, amb el temps, tindrem persones que es queixaran de tot sense tenir l'oportunitat de qüestionar res». Allen Frances, president del grup de treball del DSM-IV, va expressar una preocupació similar.
Tot i que l'APA va iniciar una política de divulgació per part dels membres del grup de treball del DSM-5, molts encara creuen que els esforços de l'associació no han estat suficients per ser transparent i per protegir-se de la influència de la indústria farmacèutica. En un article de Point/Counterpoint del 2009, Lisa Cosgrove (PhD), i Harold J. Bursztajn (MD), van assenyalar que «el fet que el 70% dels membres del grup de treball hagin informat dels seus vincles directes amb la indústria (un augment de gairebé el 14% sobre el percentatge de membres del grup de treball del DSM-IV que tenien vincles amb la indústria) demostren que només les polítiques de divulgació, especialment aquelles que es basen en un sistema d'honor, no són suficients i que es necessiten salvaguardes més específiques».
David Kupfer, president del grup de treball del DSM-5, i Darrel A. Regier (MD, MPH), vicepresident del grup de treball, els vincles amb les indústries dels quals es divulguen amb els del grup de treball, van contrarestar que «les relacions de col·laboració entre governs, acadèmics i la indústria és vital per al desenvolupament actual i futur de tractaments farmacològics per a trastorns mentals». Van afirmar que el desenvolupament del DSM-5 és el «procés de desenvolupament més inclusiu i transparent en els 60 anys d'història del DSM». Els desenvolupaments d'aquesta nova versió es poden consultar al lloc web de l'APA. Es va demanar per primera vegada a la història del manual l'entrada pública. Durant els períodes de comentaris públics, els membres del públic podrien inscriure's al lloc web del DSM-5 i proporcionar comentaris sobre els diversos canvis proposats.
El juny de 2009, Allen Frances va emetre crítiques enèrgiques sobre els processos que conduïen al DSM-5 i el risc de conseqüències no intencionades «serioses, subtils (...) omnipresents» i «perilloses» com ara noves «falses epidèmies». Ell escriu que «el treball sobre DSM-5 ha mostrat la combinació més infeliç d'ambició i una metodologia feble» i està preocupat pel procés «inexplicablement tancat i secret» del grup de treball. Les seves preocupacions sobre el contracte que l'APA feia signar als consultants, acordant no discutir els esborranys de la cinquena edició més enllà del grup de treball i dels comitès, també es van airejar i debatre.
La reunió del maig de 2008 de dos dels membres del grup de treball, Kenneth Zucker i Ray Blanchard, va portar a una petició a internet per expulsar-los del grup de treball. Segons MSNBC, «la petició acusa a Zucker d'haver participat en bestieses científiques i promoure teories perjudicials durant la seva carrera professional, sobretot defensant la idea que els nens no tenen anatòmicament una ambigüitat masculina o femenina, sinó que semblen confusos sobre la seva identitat de gènere, i poden tractar-se encoratjant l'expressió de gènere d'acord amb la seva anatomia». Segons The Gay City News, «el doctor Ray Blanchard, professor de psiquiatria de la Universitat de Toronto, considera ofensiu per a les seves teories que alguns tipus de transsexualitat són parafílies o urgències sexuals. En aquest model, la transsexualitat no és un aspecte fonamental de l'individu, sinó un impuls sexual incorrecte». Blanchard va respondre: «Naturalment, és molt decebedor per mi que sembla que hi ha tanta informació errònia sobre mi a internet. [No distorsionen] les meves opinions, sinó que han rebutjat completament les meves opinions». Zucker rebutja el càrrec de bestieses científiques, dient que «ha de ser una base empírica per modificar qualsevol cosa al DSM. Pel que fa a ferir a les persones, en la meva carrera professional, la meva principal motivació per treballar amb nens, adolescents i famílies és ajudar-los amb l'angoixa i el sofriment que experimenten, siguin quines siguin les raons per les quals estan tenint aquestes lluites. Vull ajudar a la gent a sentir-se millor sobre ells mateixos, no fer-los mal».
El 2011, el psicòleg Brent Robbins va ser coautor d'una carta nacional per a l'Associació per la Psicologia Humanística que va portar a milers de persones al debat públic sobre el DSM. Aproximadament 13.000 persones i professionals de la salut mental van signar una petició en suport de la carta. Altres 13 divisions de l'Associació Americana de Psicologia van aprovar la petició. En un article de novembre de 2011 sobre el debat a San Francisco Chronicle, Robbins assenyala que, segons les noves directrius, certes respostes al dolor podrien designar-se com a trastorns patològics, en comptes de ser reconegudes com a experiències humanes normals. El 2012, es va afegir una nota al text que explica la distinció entre el dolor i la depressió.
El DSM-5 ha estat criticat per no haver dit res sobre els fonaments biològics dels trastorns mentals. Es va publicar una avaluació a llarg termini del DSM-5, amb contribucions de filòsofs, historiadors i antropòlegs, l'any 2015.
L'associació financera dels membres del grup de treball del DSM-5 amb la indústria farmacèutica continua sent una preocupació pel conflicte d'interessos financer. Dels membres del grup de treball del DSM-5, el 69% informa que té vincles amb la indústria farmacèutica, un increment del 57% dels membres del grup de treball del DSM-IV.
Un assaig de 2015 d'una universitat australiana va criticar el DSM-5 per tenir una pobra diversitat cultural, afirmant que el treball recent fet en ciències cognitives i antropologia cognitiva encara només accepta la psicologia occidental com a norma.

### Controvèrsia sobre el trastorn límit de la personalitat
L'any 2003, l'Associació Nacional sobre el tractament i avanç de la recerca per a Trastorns de la Personalitat, (Treatment and Research Advancements National Association for Personality Disorders, TARA-APD) va avançar la campanya per canviar el nom i la designació del trastorn límit de la personalitat (TLP) en el DSM-5. El document «How Advocacy Brings BPD into the Light» (Com la defensa porta el TLP a la llum) va informar que «el nom de TLP és confús, no ofereix cap informació rellevant o descriptiu i reforça l'estigma existent». En lloc d'això, va proposar el nom de «trastorn de regulació emocional» o «trastorn emocional de la disregulació». També es va discutir sobre el canvi del trastorn límit de la personalitat del diagnòstic de l'Eix II (trastorns de la personalitat i retard mental), fins a un diagnòstic de l'Eix I (trastorns clínics).
Les recomanacions de la TARA-APD no semblen haver afectat a l'Associació Americana de Psiquiatria, l'editor del DSM. Com es va assenyalar anteriorment, el DSM-5 no utilitza un esquema de diagnòstic multiaxial, per tant, la distinció entre els trastorns de l'Eix I i II ja no existeix a la nosologia del DSM. El nom, el criteri de diagnòstic i la descripció del trastorn límit de la personalitat romanen pràcticament inalterables de DSM-IV-TR.

### Resposta de la Societat Britànica de Psicologia
La Societat Britànica de Psicologia (British Psychological Society, BPS) va declarar en la seva resposta de juny de 2011 a les versions de projecte DSM-5, que tenien «més interessos que versemblances». Va criticar els diagnòstics proposats com «clarament basats principalment en les normes socials, amb símptomes que tots confien en judicis subjectius ... sense valor, sinó que reflecteixen les expectatives socials normatives actuals», tenint en compte els dubtes sobre la fiabilitat, la validesa, i el valor dels criteris existents, que els trastorns de la personalitat no estaven normalitzats en la població general, i que les categories «no especificades d'una altra manera» van cobrir un «enorme 30% de tots els trastorns de la personalitat».
També va expressar una gran preocupació que «els pacients i la població general es veuen afectats negativament per la contínua medicamentació de les seves respostes naturals i normals a les seves experiències ... que exigeixen respostes d'ajuda, però que no reflecteixen malalties tant com individus normals amb variació».
La Societat va suggerir com la seva principal recomanació específica, un canvi d'utilitzar «marcs de diagnòstic» a una descripció basada en els problemes experimentals específics d'un individu, i que els trastorns mentals són explorats millor com a part d'un espectre compartit amb la normalitat:
| «                                                                | [Recomanem] una revisió de la manera com es pensa en l'angoixa mental, començant pel reconeixement de l'evidència aclaparadora que es tracta d'un espectre amb experiència «normal» i que els factors psicosocials com la pobresa, l'atur i el trauma són els factors causals més fortament provats. En lloc d'aplicar categories de diagnòstic preordenades a les poblacions clíniques, creiem que qualsevol sistema de classificació hauria de començar des de baix, començant per experiències, problemes o «símptomes» o «queixes» concretes ... Ens agradaria veure la unitat bàsica de mesura com a problemes específics (per exemple, sentir veus, sentiments d'ansietat, etc.)? Aquests serien també més útils en termes d'epidemiologia. Mentre que algunes persones troben útil un nom o una etiqueta de diagnòstic, la nostra afirmació és que aquesta ajuda prové d'un coneixement que els seus problemes són reconeguts (en tots dos sentits de la paraula) entesos, validats, explicats (i explicables) i tenen algun alleujament. Els pacients sovint, per desgràcia, troben que el diagnòstic només ofereix una falsa promesa d'aquests beneficis. Atès que, per exemple, dues persones amb un diagnòstic d'«esquizofrènia» o «trastorn de la personalitat» no tenen dos símptomes comuns, és difícil veure quin benefici comunicatiu es presta amb aquests diagnòstics. Creiem que una descripció dels problemes reals d'una persona seria suficient. Moncrieff i altres han demostrat que les etiquetes diagnòstiques són menys útils que una descripció dels problemes d'una persona per predir la resposta al tractament, de manera que de nou els diagnòstics semblen poc aptes en comparació amb les alternatives. | » |
| — Resposta de la Societat Britànica de Psicologia (juny de 2011) | |   |

### Institut Nacional de Salut Mental
Thomas R. Insel, MD, director de l'Institut Nacional de Salut Mental (National Institute of Mental Health, NIMH), va escriure el 29 d'abril 2013 al seu blog sobre el DSM-5:
| « | L'objectiu d'aquest nou manual, igual que amb totes les edicions anteriors, és proporcionar un llenguatge comú per descriure la psicopatologia. Mentre el DSM ha estat descrit com una «Bíblia» per al camp, és, en el millor dels casos, un diccionari, creant un conjunt d'etiquetes i definint cadascuna. La força de cadascuna de les edicions del DSM ha estat la «fiabilitat»: cada edició ha assegurat que els clínics utilitzen els mateixos termes de la mateixa manera. La debilitat és la seva falta de validesa ... Els pacients amb trastorns mentals mereixen una millor. | » |

Insel també va discutir un esforç del NIMH per desenvolupar un nou sistema de classificació, el Criteri de Recerca de Domini (Research Domain Criteria, Research Criteria, RDoC), actualment només amb finalitats d'investigació. La publicació d'Insel va generar reaccions de ràbia, algunes de les quals podrien denominar-se sensacionalistes, amb titulars com «Adéu al DSM-5», «L'Institut Federal de Salut Mental abandona la bíblia controvertida de la psiquiatria», «L'Institut Nacional de Salut Mental abandona el DSM» i «La psiquiatria dividida per la bíblia de la salut mental denunciada». Altres respostes van proporcionar una anàlisi més matisada de la publicació del director del NIMH.
El maig de 2013, Insel, en representació del NIMH, va emetre una declaració conjunta amb Jeffrey A. Lieberman, MD, president de l'Associació Americana de Psiquiatria (American Psychiatric Association, APA), que va subratllar que el DSM-5 « ... representa la millor informació disponible actualment per al diagnòstic clínic de trastorns mentals. Els pacients, les famílies i les asseguradores poden estar segurs que els tractaments efectius estan disponibles i que el DSM és el recurs clau per oferir la millor atenció disponible. L'Institut Nacional de Salut Mental (NIMH) no ha canviat la seva posició en el DSM-5.»
Insel i Lieberman afirmen que el DSM-5 i el RDoC «representen marcs complementaris i no competitius» per caracteritzar malalties i trastorns. No obstant això, els epistemòlegs de la psiquiatria solen veure el projecte RDoC com un sistema revolucionari putatiu que a la llarga intentarà reemplaçar el DSM, el seu primer efecte esperat és la liberalització dels criteris de recerca, amb un nombre creixent de centres de recerca que adoptin definicions del RDoC.